# شعروية
الشَّعْرَوِيَّة أو تريكوفايتون (باللاتينية: Trichophyton)

## الوصف
يتميز جنس الشعروية بتطوير كل من الأبواغ الصغيرة والكبيرة ذات الجدران الملساء. تكون الأبواغ الكبيرة محمولة على الأغلب بشكل جانبي ومباشرة على خيط فطري أو على سويقة صغيرة، وكما تتميز بأن جدرانها إما سميكة أو رقيقة، ذات شكل كمثري إلى مغزلي وأحجام تتراوح بين 4~8 × 8~50 ملم. تكون الأبواغ الكبيرة نادرة أو غير موجودة في العديد من الأنواع. بينما يكون شكل الأبواغ الصغيرة دائري أو إجاصي إلى كمثري أو حتى غير منتظمة الشكل وبأحجام مختلفة 2~3 × 2~4 ملم.

## عند الإنسان
تسبب ما يعرف بحكة مليبار، وهي عبارة عن عدوى فطرية للجلد تتجلى على شكل حلقات متمركزة من طبقات متداخلة من القشور لتشكيل بقع بثرية قشرية.

## أنواع الشعرويات
|Trichophyton concentricum
| Trichophyton ajelloi                           |
| Trichophyton equinum                           |
| Trichophyton flavescens                        |
| Trichophyton gloriae                           |
| Trichophyton megnini                           |
| Trichophyton mentagrophytes var. erinacei      |
| Trichophyton mentagrophytes var. interdigitale |
| Trichophyton phaseoliforme                     |
| الشعروية الحمراء Trichophyton rubrum           |
| Trichophyton rubrum downy strain               |
| Trichophyton rubrum granular strain            |
| Trichophyton schoenleinii                      |
| Trichophyton simii                             |
| Trichophyton soudanense                        |
| Trichophyton terrestre                         |
| Trichophyton tonsurans                         |
| Trichophyton vanbreuseghemii                   |
| Trichophyton verrucosum                        |
| Trichophyton violaceum                         |
| Trichophyton yaoundei                          |

## وصلات خارجية
- Doctor Fungus
- Mycology Unit at the Adelaide Women's and Children's Hospital